# Poker Face (песня Леди Гаги)
«Poker Face» (с англ. — «непроницаемое, бесстрастное лицо», произносится «по́укэ фэ́йс») — песня американской певицы Lady Gaga из её дебютного альбома «The Fame». Песня является вторым синглом с альбома «The Fame»; сингл был выпущен в конце 2008 года, а в некоторых странах в начале 2009 года.
В тексте песни с помощью двусмысленных выражений обыгрывается тема родственности секса и азартной игры.
Большинство критиков оценили песню положительно. Песня достигла мирового успеха и долгое время возглавляла хит-парады в более чем 20 странах, включая США, Австралию, Великобританию, Россию, Канаду и ряд европейских стран. «Poker Face» была номинирована в нескольких номинациях на 52-й премии «Грэмми» и получила награду в номинации «Лучшая танцевальная композиция». Журнал «Rolling Stone» поставил песню на 96 место в списке «100 лучших песен первой декады 2000-х».

## Создание композиции

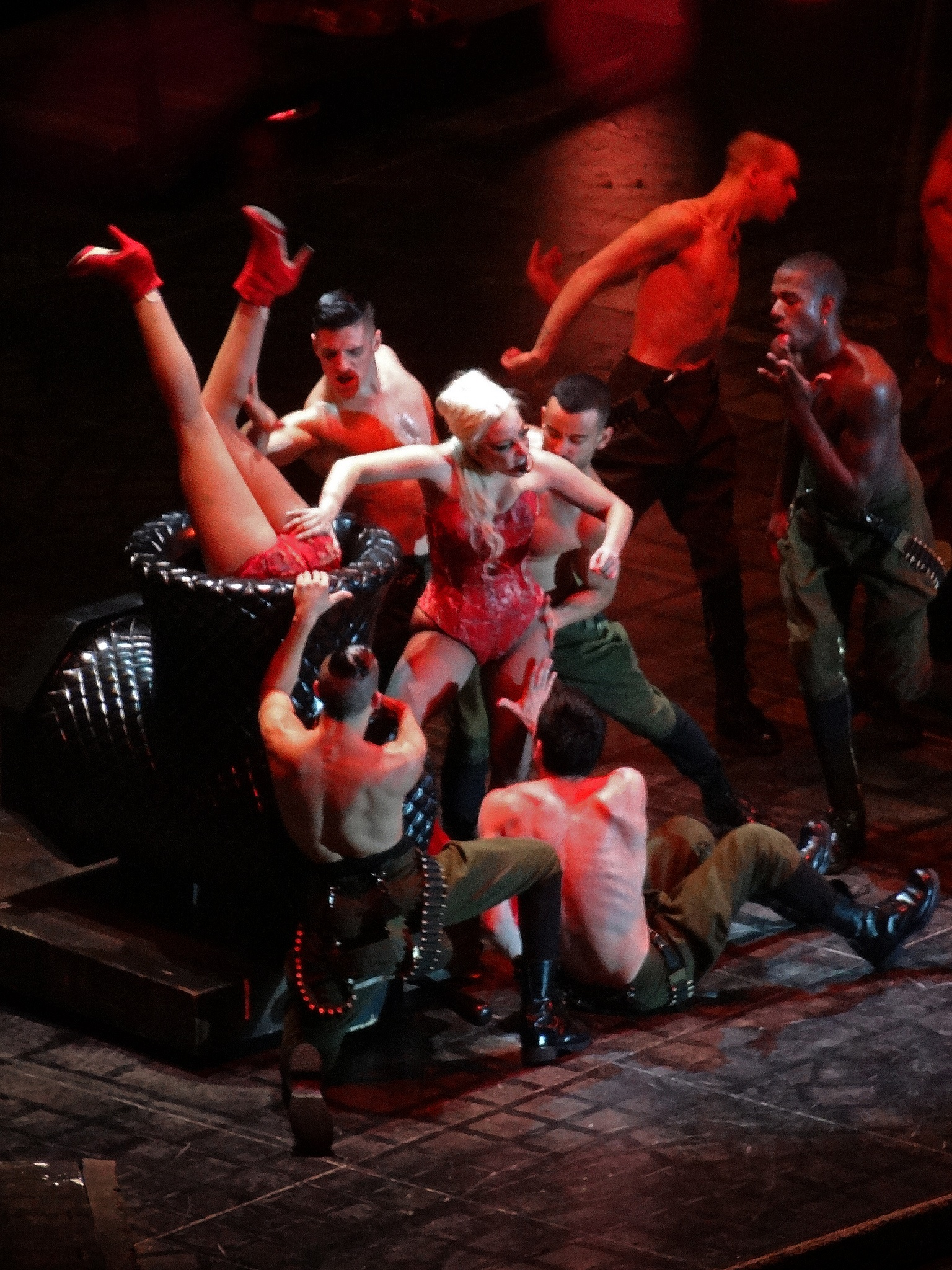
Леди Гага исполняет песню «Poker Face» на «The Born This Way Ball Tour»

«Poker Face» был написан совместно RedOne и Lady Gaga и спродюсирован RedOne . Гага утверждала в интервью, что песня была написана ею как поп-песня и посвящается её рок-н-рольным дружкам. Она также говорила, что основными идеями песни были секс и азартные игры. В интервью английской газете «Daily Star» Гага отметила, что «Песня о многих вещах. Я играю на деньги, но я также встречала много парней, которые действительно подсели на секс, выпивку и азартные игры и мне хотелось написать песню, которая понравилась бы моим друзьям». В интервью журналу «Rolling Stone», когда Гагу спросили о значении слов «bluffin' with my muffin» (рус. распечатай мой пирожок) в песне, она сказала, что в действительности это была метафора слова «вагина». Она объяснила, что:

«Ведь очевидно же, что это „poker face“ моей киски! Я взяла эту строчку из другой песни, которую я написала, но так и не издала, она называется „Blueberry Kisses“. Она о девушке, которая поёт своему парню о том, как сильно она хочет, чтобы он „спустился вниз“, и я просто взяла лирику оттуда».

Во время её тура «The Fame Ball Tour», на одном из выступлений в Палм-Спрингл, Калифорния 11 апреля 2009 года, Гага объяснила толпе, что есть другое, истинное значение термина «Poker Face», использованного в песне. Она предположила, что песня соприкасается с её личным бисексуальным опытом. Скрытая идея песни была в том, чтобы показать ощущения того, как ты находишься в постели с мужчиной, в этот момент фантазируя о женщине и, следовательно, мужчина в песне должен прочитать её «Бесстрастное Лицо», чтобы понять, что у неё на уме.

## Музыка и лирика
Композиционно «Poker Face» — это ритмичная данс-поп-композиция, наследующая танцевальное настроение предыдущего сингла Гаги «Just Dance». Однако «Poker Face» отличается от «Just Dance» (основой которого является стиль электропоп) тем, что имеет более «тёмное звучание», звонкий вокал в припеве и попсовый хук, но в то же время совмещая синтезаторное звучание «Just Dance» и более танцевально-направленный бит, как в следующем сингле «LoveGame». По мнению Кэри Мэйсон из «Billboard», композиция «вытаскивает местное настроение клубной сцены центра Нью-Йорка из андерграунда, прямо в FM-диапазон, при этом не теряя своей развязности и дерзости». В соответствии с нотными листами, изданными на «Musicnotes.com», песня записана в среднем темпе, в 119 ударов в минуту, в тональности Соль-диез-минор. Песня начинается со звучания электронных аккордов и хука, где произносится «Mum-mum-mum-mah». Последовательность аккордов такая: G♯m-G♯m-E-F♯; и далее в припеве: G♯m-E-B-F♯.

## Музыкальное видео

Гага в зеркальной маске в начале клипа Poker Face

Клип на песню снят режиссёром Рэй Кей при помощи Энтони Мэндлера. Съёмки проходили на роскошной вилле bwin «PokerIsland». Премьера клипа состоялась 22 октября 2008 года. Действие клипа начинается с того, что Гага вылезает из бассейна в чёрном купальнике с маской на лице, позже она отбрасывает маску в сторону и начинает петь.
В сцене танцев у бассейна она появляется в бирюзовом купальнике. По ходу видео Гага посещает дикие вечеринки, где её пытаются обыграть в покер на раздевание. В данный момент у видео больше 800 млн просмотров.
Видео собрало много наград, в том числе, 21 июня 2009 года, оно получило награду в номинации «Лучшее международное видео» на церемонии «MuchMusic Video Awards 2009», а также получило 4 номинации, наряду с пятью номинациями песни «Paparazzi», на церемонии MTV «Video Music Awards 2009»: «Лучшее видео», «Лучшее женское видео», «Лучшее поп-видео», «Лучший новый артист», и победило в номинации «Лучший новый артист».

## Живые выступления

Lady GaGa исполняет песню «Poker Face» на пианино во время проведения тура «The Fame Ball Tour»

Песня «Poker Face» была исполнена на многих шоу и церемониях, включая «AOL Sessions», «Cherrytree House of Interscope Records», а также на церемониях канала MTV. Песня исполнялась как в оригинальной версии, так и в акустической. Во время гастрольного тура «The Fame Ball Tour» и в начале «The Monster Ball Tour» исполнялись обе версии, а с 18 февраля 2010 на концертах «The Monster Ball Tour» только оригинальная версия.
Во время одного из исполнений Гага играла на фортепиано, стенки которого были выполнены из плексигласа, а внутренние содержимое которого состояло из пузырей. На самой Гаге было одето платье, сделанное из прозрачных пузырей разного диаметра. Также, во время выступления, рядом стоял манекен из клипа «Poker Face».
1 апреля 2009 года Леди Гага исполнила «Poker Face» во время телевизионного шоу «American Idol», на телеканале «Fox». Выступление началось с того, что Гага, сидя на плексигласовом фортепиано, заполненном пузырями, купается в лучах розового света. Второй куплет она начинает петь в стиле Бетт Мидлер в сопровождении скрипок.
Акустическая версия была исполнена в эфире канала «BBC», в программе «Live & In-Session» 19 апреля 2009 года. Кроме того, она исполнила «Poker Face» в Соединённом Королевстве на «Paul O’Grady Show». Сначала она играла акустическую версию, прежде чем перейти к обычной версии, и рок-версию на «Friday Night with Jonathan Ross». Ремикс версии «Poker Face» и «LoveGame» были исполнены на церемонии «MuchMusic Video Awards», 2009 года.

Гага исполняет песню «Poker Face» на «The Monster Ball Tour»

## Фильмография
- Песня звучала в финале фильма «Артур и месть Урдалака».
- Использовалась в фильме «Перси Джексон и похититель молний» (2010) в эпизоде, когда главные герои попробовали угощения в казино «Лотос».
- Песня звучала в сериале «Южный парк» в исполнении Эрика Картмана начале серии «Китовые шлюхи».
- Звучала в фильме «Каратэ-пацан» во время танца Мей Ин в зале с игровыми автоматами.
- Песню можно было услышать в трейлере к фильму «Отличница лёгкого поведения» (2010).
- в 22 эпизоде «Lisa Goes Gaga» 23 сезона мультсериала «Симпсоны» во время титров Гомер Симпсон поет песню Homer Face, которая является пародией на Poker Face.
- в 10 эпизоде (Trajectories) 1 сезона сериала «Unforgettable» («Помнить всё»).

## Список композиций
| - UK CD single 1. «Poker Face» — 3:58 2. «Poker Face» (Tommy Sparks & The Fury Remix) — 3:57 - Australian CD single 1. «Poker Face» (Album Version) — 3:58 2. «Just Dance» (Robots to Mars Remix) — 4:38 - Vinyl LP 1. «Poker Face» (Album Version) — 3:58 2. «Poker Face» (Glam As You Club Mix By Guéna LG) — 7:51 3. «Poker Face» (Dave Audé Club Mix) — 8:12 - Promo remixes CD single 1. «Poker Face» (Dave Audé Radio Mix) — 3:53 2. «Poker Face» (Dave Audé Club Mix) — 8:13 3. «Poker Face» (Glam As You Club Mix by Guéna LG) — 7:52 4. «Poker Face» (LGG Vs. GLG Radio Mix) — 4:06 5. «Poker Face» (LGG Vs. GLG Club Mix) — 6:33 | - iTunes EP 1. «Poker Face» (Space Cowboy Remix) — 4:54 2. «Poker Face» (Dave Audé Remix) — 8:13 3. «Poker Face» (Jody Den Broeder Remix) — 8:05 - U.S. 'The Remixes' CD single 1. «Poker Face» (Space Cowboy Remix) — 4:54 2. «Poker Face» (Dave Audé Remix) — 8:13 3. «Poker Face» (Jody Den Broeder Remix) — 8:05 4. «Poker Face» (Album Version) — 4:01 5. «Poker Face» (Instrumental) — 4:01 - German CD single (2 трека) 1. «Poker Face» — 3:58 2. «Just Dance» (Remix with Kardinal Offishall) — 4:18 |

## Музыкальная команда
- Авторы — Lady Gaga, RedOne
- Продюсер — RedOne
- Музыкальные инструменты — RedOne
- Звукозапись — RedOne
- Звукорежиссёр — Dave Russell
- Бэк-вокал — Lady Gaga, RedOne
- Аранжировка — Robert Orton

## Чарты и сертификаты
| Страна/Регион (чарт) (2008/2009)           | Высшая позиция |
| ------------------------------------------ | -------------- |
| Австралия (Australian Singles Chart)       | 1              |
| Австрия (Austrian Singles Chart)           | 1              |
| Бельгия (Фландрия) (Belgian Singles Chart) | 1              |
| Бельгия (Валлония) (Belgian Singles Chart) | 1              |
| Канада (Canadian Hot 100)                  | 1              |
| Чехия (Czech Airplay Chart)                | 2              |
| Дания (Danish Singles Chart)               | 1              |
| Нидерланды (Dutch Top 40)                  | 1              |
| Европа (European Hot 100 Singles)          | 1              |
| Финляндия (Finnish Singles Chart)          | 1              |
| Франция (French Singles Chart)             | 1              |
| Германия (German Singles Chart)            | 1              |
| Венгрия (Hungarian Singles Chart)          | 6              |
| Ирландия (Irish Singles Chart)             | 1              |
| Италия (Italian Singles Chart)             | 2              |
| Япония (Japan Hot 100)                     | 21             |
| Новая Зеландия (New Zealand Singles Chart) | 1              |
| Норвегия (Norwegian Singles Chart)         | 1              |
| Россия (Russian Airplay Chart)             | 2              |
| Испания (Spanish Singles Chart)            | 2              |
| Швеция (Swedish Singles Chart)             | 1              |
| Швейцария (Swiss Singles Chart)            | 1              |
| Великобритания (UK Singles Chart)          | 1              |
| США (Billboard Hot 100)                    | 1              |

| Страна (чарт десятилетия) (2000—2009) | Позиция |
| ------------------------------------- | ------- |
| Австралия (Australian Singles Chart)  | 4       |
| Великобритания (UK Singles Chart)     | 15      |
| США (Billboard Hot 100)               | 42      |

| Страна         | Статус                    |
| -------------- | ------------------------- |
| Австралия      | 6× платиновый             |
| Австрия        | Золотой                   |
| Бельгия        | Платиновый                |
| Канада         | 8× платиновый             |
| Дания          | 2× платиновый             |
| Финляндия      | Платиновый                |
| Германия       | 2× платиновый             |
| Новая Зеландия | 2× платиновый             |
| Норвегия       | 3× Платиновый             |
| Испания        | 2× Платиновый             |
| Италия         | Платиновый                |
| Швеция         | 2× платиновый             |
| Швейцария      | 3× платиновый             |
| Великобритания | Платиновый                |
| Россия         | Платиновый (ринг-бэк тон) |
| США            | 10× платиновый            |
| Япония         | Золотой (cellphone, PC)   |

| Страна/Регион (чарт) (2008/2009)               | Позиция |
| ---------------------------------------------- | ------- |
| Австралия (Australian Singles Chart) (2008)    | 1       |
| Австралия (Australian Singles Chart) (2009)    | 1       |
| Бельгия (Фландрия) (Belgian Singles Chart)     | 1       |
| Бельгия (Валлония) (Belgian Singles Chart)     | 1       |
| Канада (Canadian Hot 100)                      | 2       |
| Европа (European Hot 100 Singles)              | 1       |
| Франция (French Singles Chart)                 | 4       |
| Германия (German Singles Chart)                | 1       |
| Новая Зеландия (New Zealand Singles Chart)     | 6       |
| Румыния (Romanian Top 100)                     | 9       |
| Россия (Цифровой чарт)                         | 2       |
| Великобритания (UK Singles Chart)              | 1       |
| США (Billboard Hot 100)                        | 2       |
| Россия (Топ-100 лучших песен Лав Радио) (2009) | 3       |

## Даты релиза
| Регион           | Дата                 |
| ---------------- | -------------------- |
| Австралия        | 23 сентября 2008     |
| Северная Америка | 16 декабря 2008 года |
| Великобритания   | 11 января 2009 года  |
| Германия         | 20 февраля 2009 года |
| Швейцария        | 27 февраля 2009 года |
| Италия           | 2 апреля 2009 года   |